# Бережной, Сергей Михайлович
Серге́й Миха́йлович Бережно́й (20 июля 1949 — 3 августа 2011) — советский и российский артист балета, танцовщик и педагог Мариинского театра, народный артист РСФСР (1983).

## Биография
В 1967 г. окончил Киевское хореографическое училище (педагог В. А. Денисенко), а в 1970 — Ленинградское хореографическое училище (педагог А. И. Пушкин).
- 1970—1990 гг. в Театре имени Кирова. Танцовщик лирического плана. С конца 1970-х годов, — постоянный партнёр И. А. Колпаковой,
- с 1990 г. — педагог-репетитор Театра имени Кирова. Воспитал таких солистов балета, как Виктор Баранов, Александр Гуляев, Дмитрий Груздев, Никита Щеглов, Михаил Лобухин, в последние сезоны работал с Максимом Зюзиным и Алексеем Недвигой.

В 2006 г. он вернулся на сцену и выступил в постановке балета «Золотой век», а в 2010 г. Алексей Ратманский привлёк его к работе над партией Каренина в балете «Анна Каренина». Эта роль стала последней в жизни артиста.
Снимался в телефильме-концерте «Души моей царицы» (1981), в балетных спектаклях «Раймонда» (1980) и «Спящая красавица» (1982) (оба — в дуэте с И. Колпаковой), в фильме-балете «Сильфида» (1984) (в дуэте с И. Колпаковой) и других.
Жена и партнёр по сцене — Татьяна Терехова (Бережная).
Похоронен на Смоленском православном кладбище в Санкт-Петербурге.

## Театральные работы

Могила народного артиста России Сергея Бережного

- Дантес («Пушкин», 1979, балетм. В. Ю. Василёв и Н. Д. Касаткина), Андрес («Фея Рондских гор», 1980, балетм. О. М. Виноградов)
- Зигфрид («Лебединое озеро»)
- Юноша («Шопениана»),
- Джеймс («Сильфида»),
- Солист («Балетный дивертисмент»),
- Гамлет («Гамлет»),
- Феб и Квазимодо («Собор Парижской Богоматери»),
- Дезире («Спящая красавица»),
- Солор («Баядерка»),
- Жан де Бриен («Раймонда»),
- Вацлав («Бахчисарайский фонтан»),
- Ромео («Ромео и Джульетта»),
- Данила («Каменный цветок»),
- Ферхад («Легенда о любви»),
- Адам («Сотворение мира»).

## Награды и звания
- Заслуженный артист РСФСР (1980).
- Народный артист РСФСР (1983).